# 十二・十二面体
十二・十二面体(dodecadodecahedron)とは、一様多面体の一種で、大十二面体または小星型十二面体の頂点を辺の中心まで切り落としたものである。二十・十二面体の正三角形の面を削り、正五角形の面を星型五角形に、正三角形のところを3枚の菱形にした形をしている。またこの立体は(凸でないものを含む場合の)準正多面体である。

## 性質
- 構成面： 星型五角形 12枚、正五角形 12枚
- 辺： 60
- 頂点： 30
- 頂点形状： 5, 5/2, 5, 5/2
- シュレーフリ記号: r{5/2, 5}
- ワイソフ記号： 2 | 5 5/2
- 枠： 二十・十二面体
- 双対： 中菱形三十面体（英語版）
- 外接球半径： 一辺を2とすると2

## 同じ枠を持つ立体
- 二十・十二面体
- 小二十面半十二面体
- 小十二面半十二面体
- 大二十・十二面体
- 大十二面半十二面体
- 大二十面半十二面体
- 十二・十二面体
- 小十二面半二十面体
- 大十二面半二十面体
- 5個の正八面体による複合多面体
- 5個の四面半六面体による複合多面体

## 派生的な立体
- 切頂十二・十二面体 - tr{5/3, 5}
- 斜方十二・十二面体 - rr{5/2, 5}
- 変形十二・十二面体 - sr{5/2, 5}
- 逆変形十二・十二面体 - sr{5/3, 5}